# Alasmidonta heterodon
Alasmidonta heterodon är en musselart som först beskrevs av I. Lea 1830.  Alasmidonta heterodon ingår i släktet Alasmidonta och familjen målarmusslor. IUCN kategoriserar arten globalt som sårbar. Inga underarter finns listade i Catalogue of Life.